# Natsu no yuu-utsu
«Natsu no Yu-utsu» es el tercer sencillo de la banda japonesa L'Arc~en~Ciel y fue el tema de cierre del programa musical M-NAVI. Hyde, vocalista y letrista en esta canción, ha dicho que le dio este título a la canción (depresión del verano) porque en su adolescencia no le gustaba esta estación y le daba sensación de tristeza y pesimismo.
En 2006 los primeros 15 sencillos del grupo fueron reeditados en formato de 12cm y no el de 8cm original. 

## Lista de canciones
| N.º | Título                                                        | Letras | Música | Duración |  |
| 1.  | «Natsu no Yu-utsu [time to say good-bye]»                     | Hyde   | Ken    |          |  |
| 2.  | «Anata no Tameni»                                             | Hyde   | Ken    |          |  |
| 3.  | «Natsu no Yu-utsu [time to say good-bye] (Voiceless Version)» |        | Ken    |          |  |

- Datos: Q304559